# Captain N: The Game Master
A Captain N: The Game Master amerikai-kanadai animációs sorozat volt, amely 1989-től 1991-ig futott. A sorozat az NBC "szombat reggeli rajzfilmjeinek" ("Saturday morning cartoon") része volt. A műsor a Nintendo legnépszerűbb videojátékainak karaktereit egyesítette egy közös univerzumban. A műsor továbbá egy egy órás blokk is a The Adventures of Super Mario Bros. 3 második évadában, és a Super Mario világa harmadik évadában egy fél órás blokk.

## Történet
Captain N először a Nintendo Power magazinban tűnt fel. Captain N karakterét Randy Studdard készítette. Az eredeti koncepció szerint Captain N a Nintendo dolgozója volt, ellenfele pedig Mother Brain volt, a Metroid játékok fő gonosza. Captain N ideiglenesen életre tudta kelteni a Nintendo játékainak szereplőit és tárgyait.
A DIC Entertainment lett az animációs stúdió, aki megtartotta az eredeti koncepciót, de változásokat eszközölt, így végül a cselekmény at lett, hogy a Kapitány egy videojáték-szereplőkkel benépesített földre kerül, amelyet meg kell mentenie a Mother Brain-től.

## Szereplők
- Garry Chalk – King Hippo, Donkey Kong, Count Dracula, Rush, Bayou Billy, Malkil, Mayor Squaresly, további hangok
- Ian James Corlett - Dr. Wily, Alucard, Pero
- Michael Donovan – Eggplant Wizard, további hangok
- Matt Hill – Kevin Keene/Captain N
- Doc Harris - narrátor
- Alessandro Juliani – Kid Icarus
- Andrew Kavadas – Simon Belmont
- Doug Parker – Mega Man
- Levi Stubbs – Mother Brain
- Venus Terzo – Princess Lana, Medusa, Kevin's Mom
- Tomm Wright – Duke
- Frank Welker - Gameboy

### További hangok
- Suzanne E. Balcom
- Long John Baldry - King Charles, Little John, Clock-Man, Poltergeist King
- Don Brown - Dragonlord
- Len Carlson - Ganon
- Babz Chula
- Violet Crumble
- Christopher Gaze
- Tony Dakota
- Angela Gann
- Marcy Goldberg
- Antony Holland – Doctor Wright
- Lee Jeffrey
- Alex Jordan
- Annabelle Kershaw
- Campbell Lane
- Blu Mankuma
- Lelani Marrell - Mega Girl
- Scott McNeil
- Colin Meachum
- Shane Meier
- Andrew Narados
- Pauline Newstone
- Jonathan Potts - Link
- Cynthia Preston - Princess Zelda
- Alvin Sanders
- Marlow Vella
- Mark Weatherly
- Kurt Weldon

## Egyéb média
A sorozat alapján képregény is készült, amely 1990-ben jelent meg.
A sorozat 2007. február 27-én jelent meg DVD-n.
Noel Clarke a Digital Spy-nak adott interjújában elmondta, hogy érdekli egy élőszereplős Captain N: The Game Master film.